# Chrysosoma foliatum
Chrysosoma foliatum är en tvåvingeart som beskrevs av Becker 1922. Chrysosoma foliatum ingår i släktet Chrysosoma och familjen styltflugor. Inga underarter finns listade i Catalogue of Life.